# Manmohan Adhikári
Manmohan Adhikári (nepáliul: मनमोहन अधिकारी, angolul: Man Mohan Adhikari) (Lazimpat, 1920. június 9. – Katmandu, 1999. április 26.) nepáli kommunista politikus, az 1961-ben betiltott Nepál Kommunista Pártja egyik főtitkára, majd a később alakult nepáli kommunista mozgalmak főtitkára, az ország egyetlen kommunista miniszterelnöke, mely tisztséget mindössze kilenc hónapig, 1994 és 1995 között töltötte be.

## Élete
A fővároshoz, Katmanduhoz közel, Lazimpatban, egy földműveléssel foglalkozó, a brahmin kaszthoz tartozó családban született. Az indiai Váránasziban, a Benáreszi Hindu Egyetemen szerzett BSc diplomát, ám mielőtt folytatta volna tanulmányait, a Mahátma Gandhi által indított "Ki Indiából" mozgalomban való részvételéért 1942-ben őrizetbe vették a brit hatóságok. A másfél éves börtönbüntetését követő szabadulása után belépett az Indiai Kommunista Pártba, majd öt évig Indiában maradt. Mikor visszatért Nepálba, Biratnagar egyik jutagyárában helyezkedett el, és szakszervezeti vezető lett. Itt a munkásmozgalmi aktivitása miatt három éves börtönbüntetéssel sújtották. Az 1949-ben alapított Nepáli Kommunista Párt (CPN) létrehozása idején börtönben volt, de hamarosan bekapcsolódott a mozgalomba, a párt akkori főtitkárának, Pushpa Lal Shresthának a meghívására. 1953-ban Nepál Kommunista Pártja főtitkárává választották - 1990-ig töltötte be ezt a pozíciót az időközben betiltott, majd több kisebb pártra bomlott, utóbb azonban némelyikkel újraegyesült pártban. A nepáli kommunisták - így Adhikári is - harcos monarchia-ellenesek voltak, és támogatták a környező országok függetlenségi mozgalmait is. Adhikári az 1971-ben zajlott bangladesi függetlenségi háború idején is őrizetbe vették. Egy forrás szerint összesen 17, más forrás alapján 14 évet töltött börtönben,vagy illegalitásban egész életében.
1994-ben a parlament feloszlatása, és új választások megtartása után, mint a nepáli parlament akkori második legnagyobb (de így is kisebbségben lévő) pártjaként a kommunisták alakíthattak koalíciós kormányt, a miniszterelnök pedig Adhikári lett. A kormányalakítást az tette lehetővé, hogy a 88 mandátummal rendelkező Nepáli Kongresszus nevű párt nem tudott koalíciót alakítani, így a második legnagyobb - 83 fős - parlamenti frakció, a Nepál Kommunista Pártja kapta a lehetőséget kormányalakításra. A megbízást 1994. november  30-án az a  Bírendra nepáli király adta át, akinek uralkodása alatt Adhikári bebörtönözték, majd száműzetésbe kényszerítették, s akinek trónfosztásáért az új miniszterelnök egész életében harcolt.

Adhikári hitt az alulról való építkezésben, ezért meghirdette az "Építsd fel a saját falud" programot, amely olyan - állami támogatású -  falufejlesztési kezdeményezést jelentett, mely visszavonzotta a falujukba a munka reményében a városba áramló fiatalokat, illetve otthon tudta tartani az elvágyódókat. Szintén a nevéhez fűződik a 75 évesnél idősebbeknek juttatott segély, amit a társadalombiztosítási ellátáson felül juttatott az időseknek. Küzdött az egyenjogúsításért, valamint a korrupció és a nepotizmus ellen. Kilenc hónappal később - mialatt ő kórházban volt - a Nepáli Kongresszus bizalmatlansági indítványt tett kormánya ellen, Bírendra pedig a Nepáli Kongresszus vezetőjét, Ser Bahadúr Deubát kérte fel kormányalakításra, így Adhikári kormányfői tisztsége 1995. szeptember 12-én megszűnt.
Nem vonult vissza a politikától, 1999-ben bekövetkezett haláláig aktív részese maradt a kampányoknak. Ekkor politikai gyűlésen lett rosszul, és három napnyi kóma után érte a halál a főváros, Katmandu egyik kórházában.